# Chicago (rivière)
Pour les articles homonymes, voir Chicago (homonymie).
La rivière Chicago (en anglais : Chicago River) est un système de cours d'eau et de canaux d'une longueur combinée de 251 kilomètres qui traverse la ville de Chicago, y compris son centre-ville dont le secteur financier du Loop.
Bien qu'elle ne soit pas particulièrement longue, la rivière est remarquable car c'est l'une des raisons de l'importance géographique de Chicago : le portage de Chicago qui lui est lié constitue un lien entre les Grands Lacs et le bassin versant du fleuve Mississippi, et de fait le golfe du Mexique.
De nombreux bâtiments emblématiques de la ville se trouvent en bordure de la rivière Chicago dont le Reid, Murdoch & Co. Building (1914), le Wrigley Building (1924), le Montgomery Ward Company Complex (1907), le Merchandise Mart (1930), les tours jumelles de Marina City (1964), la Trump International Hotel and Tower (2009) ou encore le St. Regis Chicago (2021) pour ne citer qu'eux.
La Chicago Riverwalk est une voie piétonnière arborée et aménagée située le long de la Main Branch (le bras principal) de la rivière Chicago. Empruntée chaque année par de nombreux résidents et touristes, elle s'étend du quartier de New Eastside à celui de Wolf Point. La Riverwalk comprend des restaurants, des bars, des buvettes, des lieux de détente et des squares.
La rivière constitue un symbole majeur de la ville. Sur le drapeau de Chicago, elle est représentée par l'une des deux bandes bleues horizontales, l'autre représentant le lac Michigan. Elle est également présente sur le drapeau du comté de Cook, en effet la forme centrale en « Y » (de couleur bleu), au centre du drapeau, représente les trois bras de la rivière Chicago qui se rejoignent au niveau du quartier de Wolf Point. Ses trois branches sont l'inspiration du municipal device, un symbole en forme de Y à trois branches que l'on retrouve sur de nombreux bâtiments et autres structures de Chicago dont la célèbre enseigne lumineuse au-dessus du chapiteau du Chicago Theatre.
La rivière est également connue en raison de la coutume locale de teindre ses eaux en vert pour la Saint-Patrick, une fête chrétienne célébrée chaque année depuis 1962 par la communauté irlandaise de Chicago.

## Géographie
Les affluents les plus au nord de la rivière sont dits West Fork (fourche Ouest), East Fork (fourche Est) (également connu sous le nom de Skokie) et Middle Fork (fourche centrale), qui rejoint la North Branch (affluent Nord) au niveau de la commune de Morton Grove, en Illinois. La North Branch conflue avec la Main Branch (affluent principal) de la rivière Chicago au niveau du quartier de Wolf Point à Chicago. À partir du lac Michigan, la Main Branch coule en ligne droite vers l'ouest. Elle ne bifurque vers le sud qu'une fois passés le Wrigley Building et le Merchandise Mart. Une île artificielle du nom de Goose Island est située sur l'affluent nord de la rivière.

### Affluents

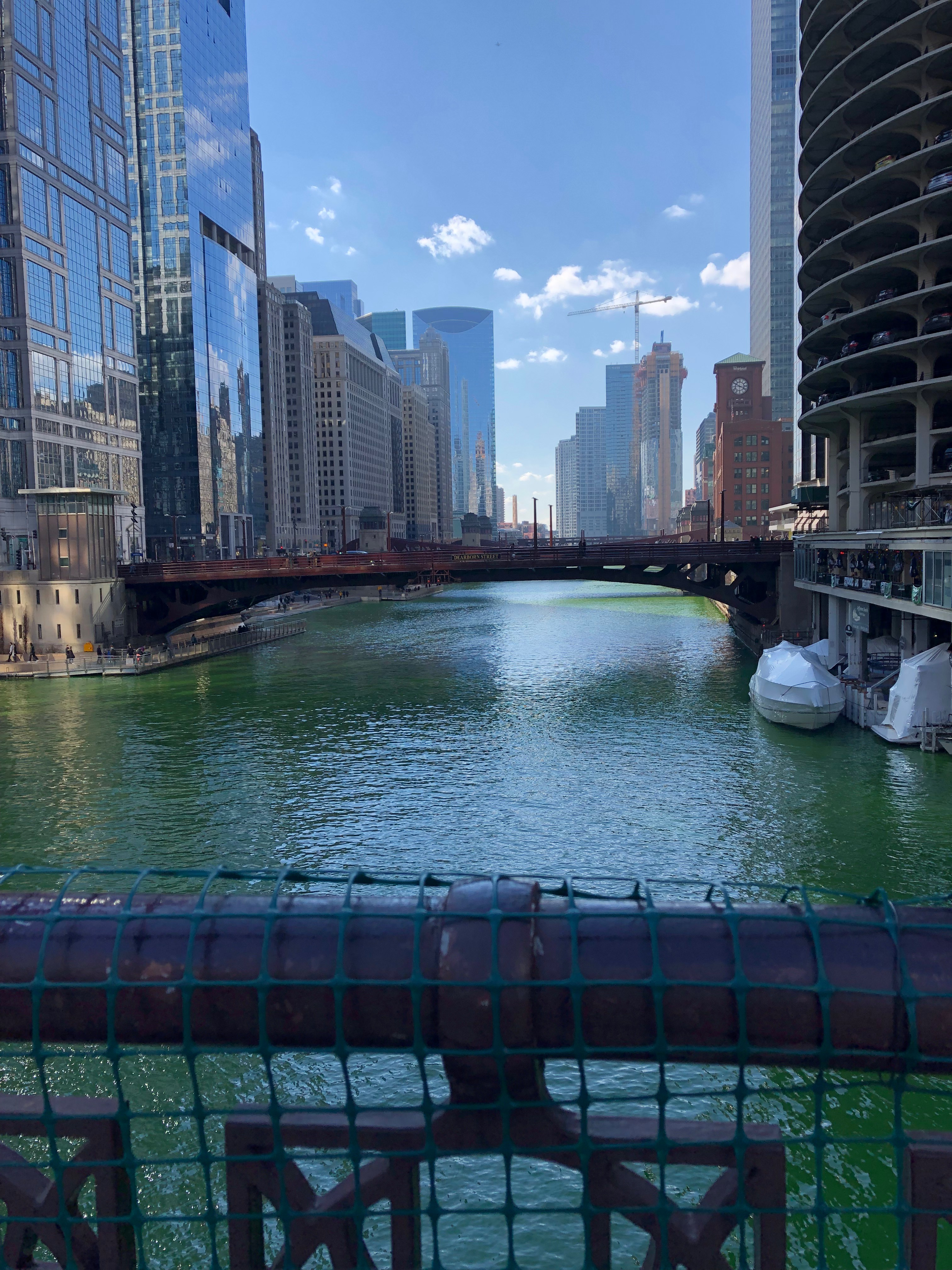
La rivière Chicago vue depuis le pont de State Street.

La rivière Chicago peut-être divisée en trois principales branches (ou affluents) : la branche nord (North Branch), la branche principale (Main Branch) et la branche sud (South Branch).
Les premiers colons ont nommé la branche nord de la rivière Chicago la « rivière Guarie » (ou rivière Gary), d'après un commerçant qui s'est peut-être installé sur la rive ouest de la rivière à une courte distance au nord de Wolf Point, sur ce qui est maintenant Fulton Street,. La source de la branche nord se trouve dans la banlieue nord de Chicago où convergent ses trois principaux affluents. La source du bras principal de la rivière est le lac Michigan. L'eau pénètre dans la rivière par les vannes des ouvrages de contrôle de la rivière avec un petit débit supplémentaire fourni par le passage des bateaux entre la rivière et le lac Michigan à travers l'écluse du port de Chicago.
Avant l'inversion de la rivière, la branche sud était généralement constituée de fourches de jonction dans la zone marécageuse appelée « Mud Lake » (Portage de Chicago) pour s'écouler jusqu'à l'endroit où elle rencontrait la branche nord à Wolf Point, formant ainsi la branche principale. Depuis l'inversion, la source de la branche sud de la rivière est la confluence de la branche nord et de la branche principale à Wolf Point. À partir de ce point, la rivière coule en direction du sud.

### Débit de l'eau
L'Institut d'études géologiques des États-Unis (en anglais : United States Geological Survey, USGS) surveille le débit d'eau sur un certain nombre de sites du système fluvial de Chicago. Le débit de la branche nord est mesuré au niveau de Grand Avenue ; entre 2004 et 2010, cette moyenne était de 582 pieds cubes (16,5 m3) par seconde. Pendant les mois d'hiver, jusqu'à 75 % du débit dans le bras nord est dû au rejet des eaux usées traitées de l'usine de récupération d'eau du côté nord dans le chenal de la rive nord. Le débit sur la branche principale est mesuré au niveau de Columbus Drive ; entre 2000 et 2006, cette moyenne était de 136 pieds cubes (3,9 m3) par seconde.

## Histoire

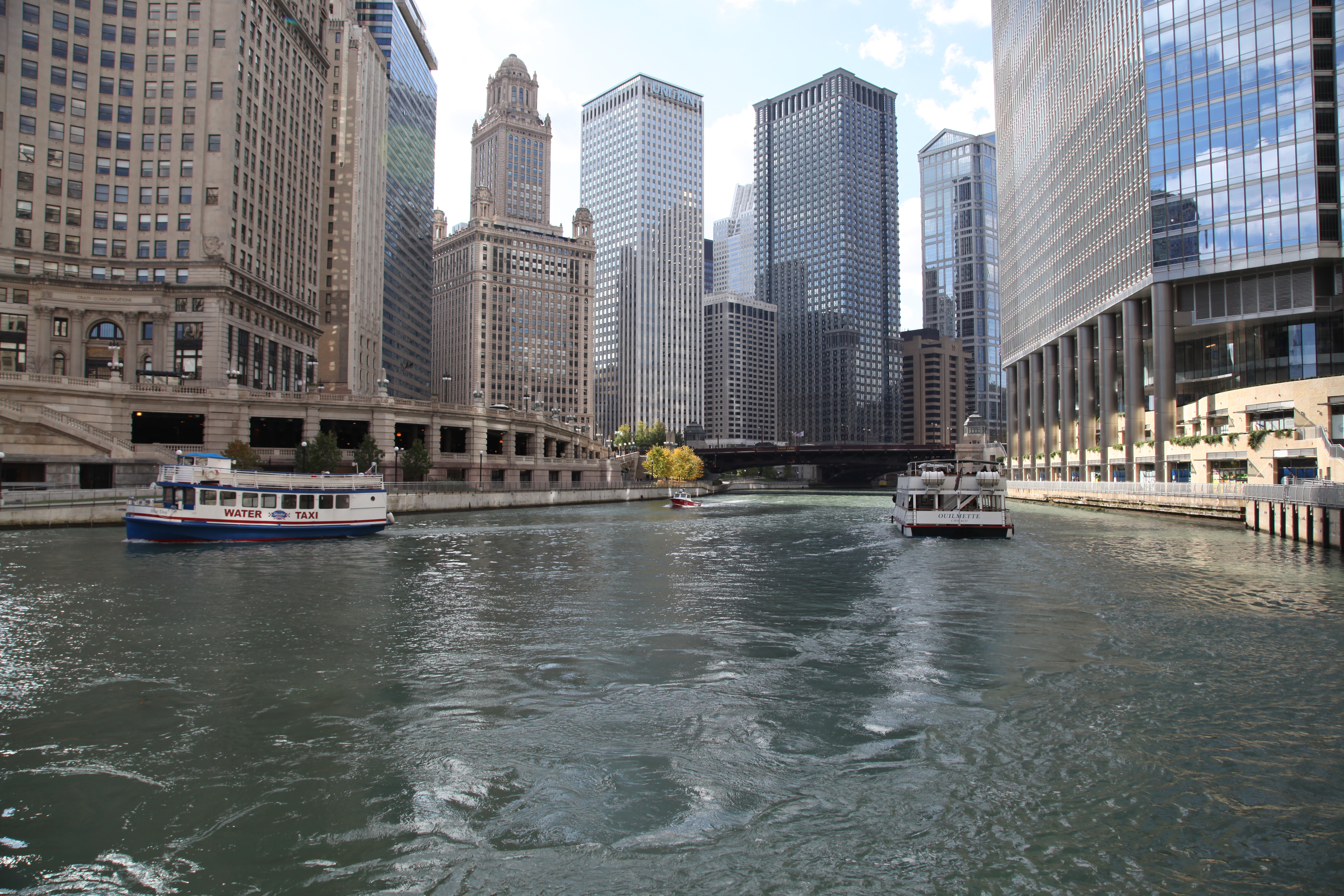
La rivière depuis le pont de Michigan Avenue.

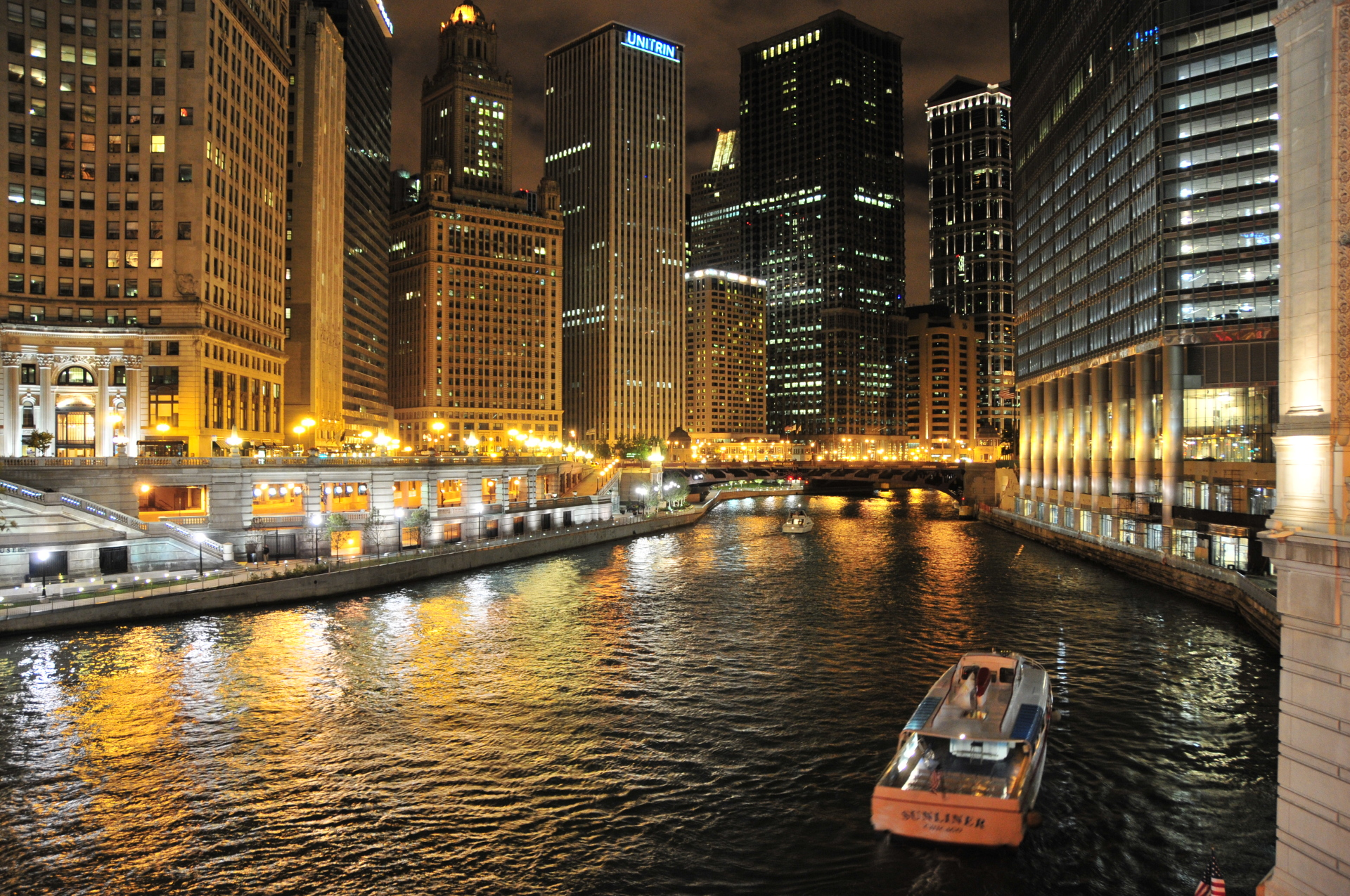
Point de vue identique de nuit.

Le premier établissement permanent est fondé par Jean Baptiste Pointe du Sable à la fin du XVIIIe siècle. Ce métis, originaire de la colonie française de Saint-Domingue, construit une première maison à Peoria et épouse une Amérindienne. Puis il s'installe à l'emplacement actuel de Chicago où il établit un comptoir commercial sur la rive nord de l'embouchure de la rivière Chicago. Il s'agit d'un poste de ravitaillement pour les trappeurs, les marchands, les coureurs des bois et les autochtones. En 1800, Du Sable vend sa propriété au trappeur français-canadien Jean La Lime qui la céda quatre ans plus tard à John Kinzie, un marchand de la ville de Québec (Canada).
En 1848, le canal Illinois et Michigan reliait la rivière Chicago à la rivière Illinois et à la vallée du Mississippi à travers le portage de Chicago (Chicago Portage). Ce canal était le plus à l'ouest et le dernier d'une série de canaux de concession de terres du Gouvernement fédéral des États-Unis. Il constituait la seule voie navigable reliant New York à La Nouvelle-Orléans en passant par l'intérieur des États-Unis et Chicago.
La rivière Chicago est également remarquable pour son histoire naturelle et artificielle. En 1887, l'Assemblée générale de l'Illinois et l'administration municipale de Chicago décident d'inverser le cours de la rivière Chicago en faisant appel au génie civil en prélevant de l'eau du lac Michigan et en l'évacuant dans le bassin versant du fleuve Mississippi, en partie à cause des préoccupations suscitées par un événement météorologique extrême en 1885 qui menaçait l'approvisionnement en eau de la ville.
En 1889, l'Assemblée générale de l'Illinois crée le « Sanitary District of Chicago » (actuel Metropolitan Water Reclamation District of Greater Chicago (en) ; en français « District métropolitain de récupération des eaux du Grand Chicago ») pour remplacer le canal Illinois et Michigan par le canal sanitaire et fluvial de Chicago (Chicago Sanitary and Ship Canal), une voie navigable beaucoup plus grande et mieux adaptée aux besoins croissants de la ville en eaux usées et en navigation commerciale. Achevé en 1900, le projet inverse le flux de la branche principale et de la branche sud de la rivière Chicago en utilisant une série d'écluses et en augmentant le débit du lac Michigan dans la rivière, le faisant se déverser dans le nouveau canal. Ce procédé eut pour but de préserver la propreté du lac Michigan. En 1999, le système a été nommé « monument de génie civil du millénaire » par l'American Society of Civil Engineers (ASCE).
Au début du XIXe siècle, on construit le Fort Dearborn sur la rive sud de la rivière. En 1915, le chavirement du bateau d'excursion Eastland amarré au pont de Clark Street cause la mort de 812 passagers. En 1928, on redresse et on déplace le bras sud de la rivière de 400 mètres vers l'ouest entre Polk Street et la 18th Street pour faire place à la gare ferroviaire.

### Inversion du courant

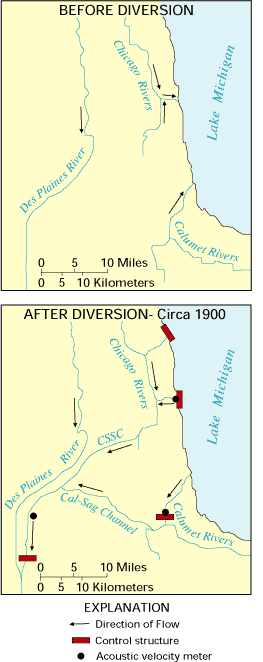
Carte de l'inversion du courant de la rivière.

Comme la rivière Chicago se jette dans le lac Michigan, les eaux usées se déversent dans la source d'eau potable de la ville. Cette situation entraîne de nombreux problèmes de santé publique, notamment des épidémies de typhoïde et de choléra. Pour y remédier, les autorités municipales prennent la décision d'inverser le cours de la rivière. De plus, la création d'un axe de transport fluvial entre les Grands Lacs et le golfe du Mexique via le Mississipi permet à Chicago d'accroître sa croissance économique.
En 1871, on détourne une grande partie du cours de la rivière vers le canal Illinois et Michigan en creusant plus profondément les vieux canaux, mais sans réel succès : le courant revint à son cours naturel au bout d'une saison. En 1900, l'ingénieur William Boldenweck, employé du Sanitary District of Chicago (autorités sanitaires de Chicago) dirigé par Rudolph Hering, résout le problème et inverse le cours de la rivière en construisant une série d'écluses et un déversoir à l'extrémité du North Shore Channel à Wilmette, en banlieue nord de Chicago. Grâce à celles-ci, le courant est majoritairement inversé, mais un flux bidirectionnel existe toujours en hiver.
Désormais, les eaux s'écoulent dans le nouveau canal sanitaire et fluvial de Chicago (Chicago Sanitary and Ship Canal). Avant cette opération, des habitants avaient surnommé la rivière Chicago « the stinking river » (littéralement « la rivière puante »). Elle devait ce nom peu flatteur aux usines sidérurgiques et aux grands abattoirs de New City (Union Stock Yards), fruit de la florissante économie industrielle de la ville, qui y déversaient une quantité considérable d'eaux usées. Jusqu'aux années 1980, la rivière est très sale et les déchets s'y accumulent ; toutefois, pendant les années 1990, elle est l'objet d'un grand nettoyage dans le cadre d'un plan d'embellissement lancé par Richard M. Daley, maire de Chicago de 1989 à 2011.
Récemment, des chercheurs de l'université de l'Illinois à Urbana-Champaign ont fabriqué une maquette hydrodynamique tridimensionnelle de la rivière Chicago. Les simulations indiquent que des courants de turbidité causeraient le courant bidirectionnel observé en hiver dans la rivière. À la surface, tout semble normal. La rivière coule d'est en ouest, en direction opposée du lac Michigan. Mais près du lit de la rivière, l'eau s'écoule d'ouest en est, vers le lac.
Fin 2005, l'Alliance for the Great Lakes proposa d'isoler le bassin du fleuve Mississippi de celui des Grands Lacs. Si ce plan est mis à exécution, il est probable que la rivière Chicago reprendra son cours naturel.

### Écluse et contrôle limnigraphique
L'écluse contrôlant la branche principale de la rivière a la largeur du 4e canal Welland (80 pieds, ± 25m). À cause de l'étroitesse du chenal, il n'est pas à celui du reste de l'Illinois Waterway (110 pieds).
Pour maintenir l'inversion du courant, la ville de Chicago a le droit de prélever jusqu'à 3 200 pieds cubes (91 m3/s) d'eau du lac Michigan par jour, droit entériné par le traité de la Commission mixte internationale. Comme la moitié environ de ce prélèvement est destinée à l'eau potable, celui-ci retourne partiellement dans le système des Grands Lacs.
La section 207.420 du Code of Federal Regulations (CFR) détermine les différences de niveau de la rivière par rapport au lac : moins 2 pieds (60 cm) en temps normal. Comme les niveaux respectifs fluctuent différemment, cet écart peut être ramené à 0,5 pied (15 cm).

### La Saint-Patrick

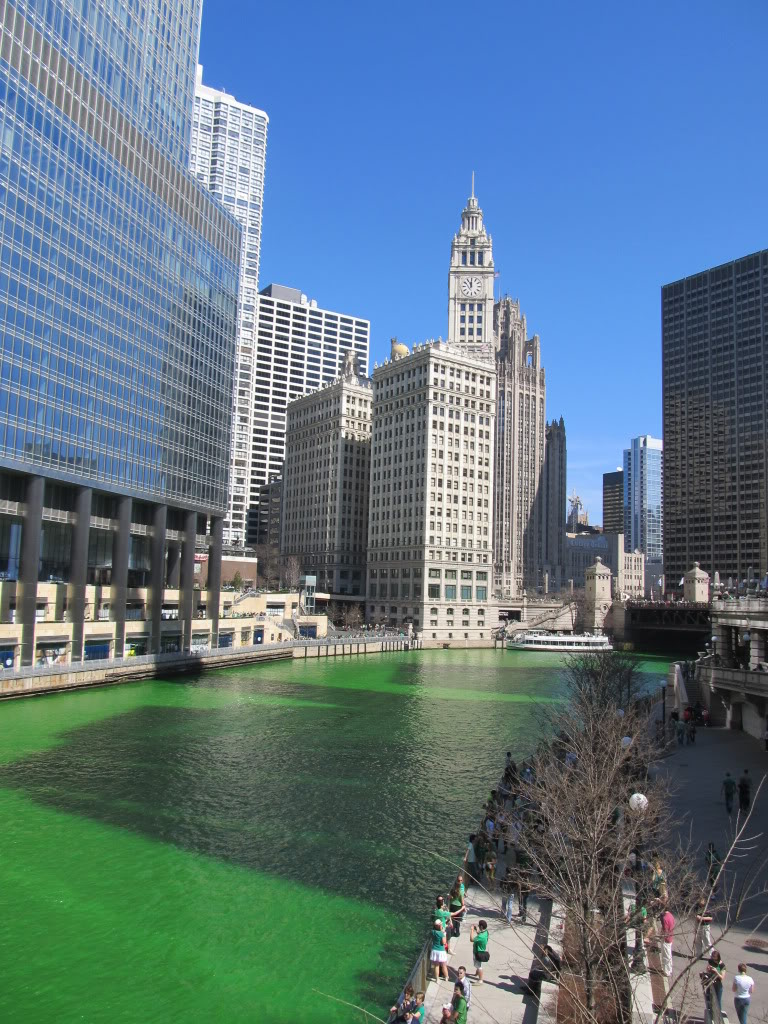
Le jour de la fête de la Saint-Patrick, on colore les eaux de la rivière en vert en référence au trèfle irlandais.

Chaque année, le jour de la Saint-Patrick (Saint Patrick's Day), la mairie de Chicago teint la rivière en vert. En effet, la ville de Chicago abrite une importante communauté irlandaise (plus de 200 000 personnes, soit 7,5 % de sa population) et se livre à ce rituel chaque 17 mars. Cette tradition permet de célébrer la Saint-Patrick, une fête chrétienne qui honore saint Patrick, le saint patron de l'Irlande. C'est le vert qui est utilisé car c'est la couleur du trèfle à trois feuilles avec lequel saint Patrick, évangélisateur de l'Irlande, aurait présenté aux Irlandais le concept de la Sainte Trinité, en l'an 432.
En 1962, quand cette tradition de teindre la rivière est née, la mairie utilisait 45 kg de colorant ; les quantités ont été réduites de nos jours à environ 18 kg. Plusieurs bateaux font des allers-retours sur la rivière puis tournent sur eux-mêmes à 360 degrés pour diffuser le produit (sans danger pour l'environnement) et l'eau se colore d'un vert vif. Pour que la rivière soit entièrement colorée, il faut compter environ quarante-cinq minutes. La Pipefitters Union a recours à un colorant à base de fluorescéine, également utilisé pour étudier les courants. Il est non polluant, écologique, sans danger pour les poissons et l'écosystème de la rivière. Il finit par disparaître naturellement au bout de quelques jours.

### L'inondation de 1992
Le 13 avril 1992, dans le cadre des travaux de réhabilitation du pont de Kinzie Street, qui enjambe la rivière Chicago dans le quartier de Wolf Point, de nouveaux piliers de soutènement sont posés. Un pieu enfoncé dans le fond de la rivière fissure la paroi du mur d'un vieux tunnel abandonné de la Chicago Tunnel Company (CTC). Un employé des télécommunications inspectant un câble dans ce tunnel découvre la fuite. Environ 250 millions de gallons US (94,6 millions de litres d'eau) s'infiltrent dans les sous-sols du secteur financier du Loop et des quartiers immédiats. Le réseau de transport souterrain de 97 kilomètres est presque entièrement inondé, de même que les étages inférieurs des bâtiments qu'il desservait par le passé, sans compter les boutiques et les voies piétonnes souterraines. Au plus fort de l'inondation, certains édifices avaient 12 mètres d'eau dans leur sous-sol. La plupart des bâtiments touchés se trouvaient le long de State Street.
La brèche de 60 cm de long et 30 cm de large permit à l'eau d'inonder aussi le métro de Chicago. L'électricité et le gaz naturel se sont coupés ou ont été coupés par précaution dans la majeure partie du secteur. Les employés municipaux, à la recherche de la fuite, ont coupé les conduites d'eau principales dans l'espoir d'arrêter l'inondation. Finalement, c'est un employé des télécommunications qui inspectait un câble circulant par ce tunnel qui découvrit la fuite. Le coût des dégâts pour la ville de Chicago fut estimé à environ 1,95 milliard de dollars.

### La Riverwalk

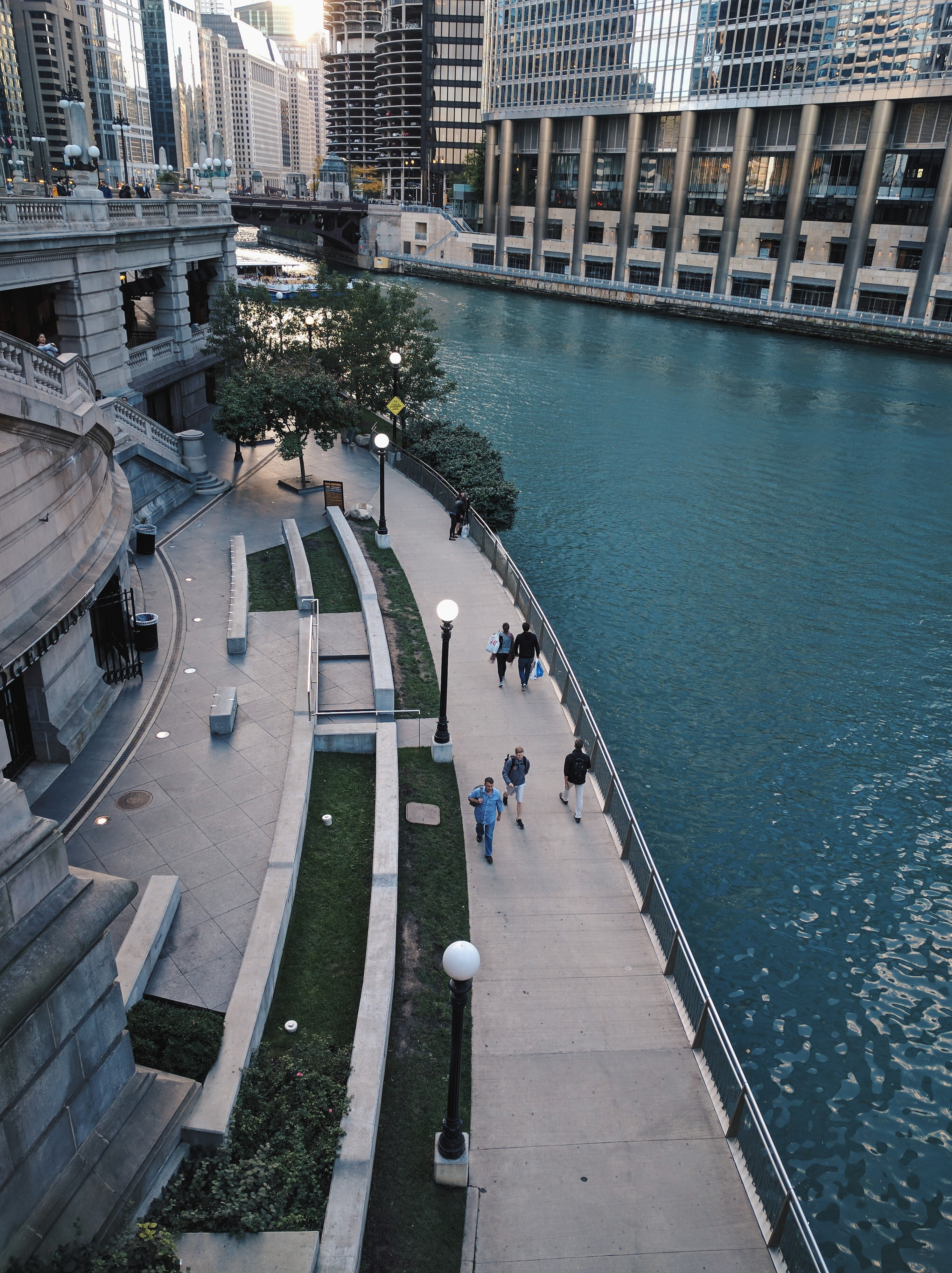
La Chicago Riverwalk.

D'une longueur d'environ 2,12 kilomètres, la Chicago Riverwalk est une promenade arborée et aménagée le long de la Main Branch de la rivière Chicago. Elle serpente du quartier de New Eastside à l'est (au niveau du pont de la voie rapide de Lake Shore Drive) jusqu'au quartier de Wolf Point à l'ouest (au niveau du pont de Lake Street, à la confluence de la South Branch et de la North Branch de la rivière).
Il s'agit de l'un des plus grands projets d'aménagements urbains de Chicago de ces vingt dernières années. Financé par la ville de Chicago et construit par le Chicago Department of Transportation (CDOT), le projet des autorités municipales était de faire de la Riverwalk une voie piétonnière convertie en un lieu de détente comprenant des restaurants avec terrasses, des bars et des buvettes, des squares et des parcs, des points de location de kayaks, des installations et des aires de jeux pour les enfants, ainsi que des stations de bateaux taxis. La promenade est particulièrement fréquentée entre le printemps et l'automne.

## Écologie
Les zones industrielles et résidentielles ont nui à la rivière Chicago ; leur présence a entraîné des changements dans la qualité de son eau et de ses berges. Plusieurs espèces de poisson d'eau douce fraient dans la rivière, dont l'achigan à grande bouche, l'achigan à petite bouche, le crapet de roche, le crapet arlequin, la marigane noire, le poisson-chat et la carpe. La rivière abrite également une importante population d'écrevisses.
La South Fork de la Main Branch au sud, qui a servi d'égout aux grands abattoirs des Union Stock Yards (entre 1865 et 1971), était si polluée à une certaine époque qu'on l'a surnommée « Bubbly creek » (la « crique pétillante ») à cause des gaz provoqués par la décomposition du sang et des matières fécales des animaux. La contamination du poisson au mercure et aux BPC a poussé l'État de l'Illinois à diffuser des avertissements sur la consommation des poissons de la rivière. Par exemple, il est déconseillé de manger les carpes de plus de 30 centimètres pêchées dans la rivière Chicago. Les autorités s'inquiètent également à l'idée que la carpe argentée et la carpe à grosse tête, des espèces qui ont envahi le fleuve Mississippi et la rivière Illinois, n'atteignent les Grands Lacs en passant par la rivière Chicago.
Malgré les problèmes de pollution, la rivière Chicago reste un cours d'eau très populaire pour la pêche récréative en eau douce. En 2006, le Chicago Park District a lancé le « Mayor Daley's Chicago River Fishing Festival » (en français « Festival de pêche sur la rivière de Chicago du maire Daley », du nom de l'ancien maire de Chicago Richard M. Daley), qui gagne en popularité chaque année. Un programme sur la branche nord, à proximité de l'île-quartier de Goose Island, vise à accroître l'habitat faunique grâce à l'utilisation d'îlots végétaux flottants. Le programme est géré par le groupe de conservation à but non lucratif Urban Rivers avec l'aide de l'aquarium John G. Shedd. Entre 2013 et 2016, le Chicago Park District a ouvert quatre hangars à bateaux, deux sur la branche sud et deux sur la branche nord, pour les loisirs fluviaux.

## Urbanisme

### Ponts

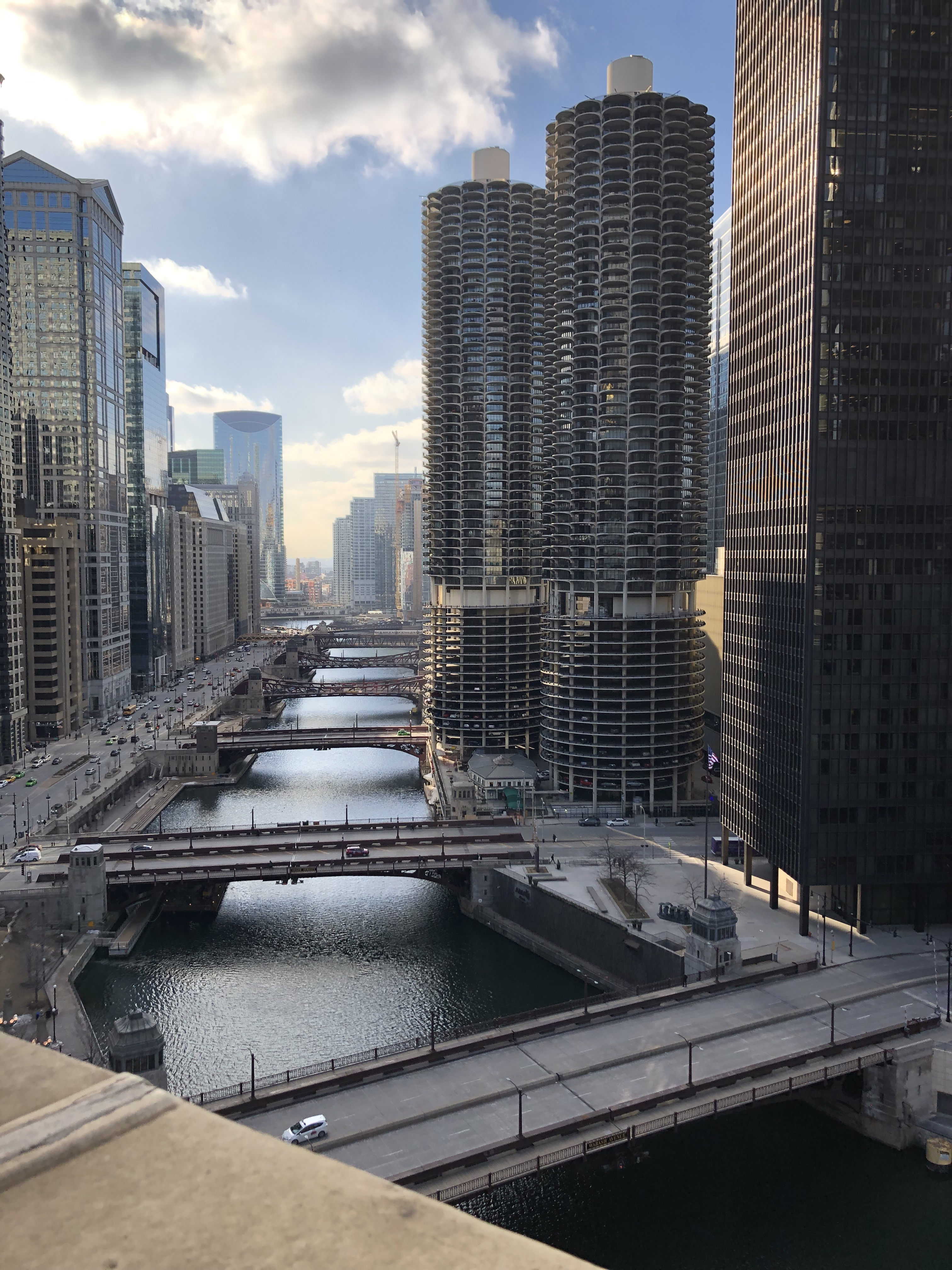
De bas en haut : les ponts de Wabash Avenue, State Street, Deaborn Street, Clark Street, La Salle Street, Wells Street et Franklin Street.

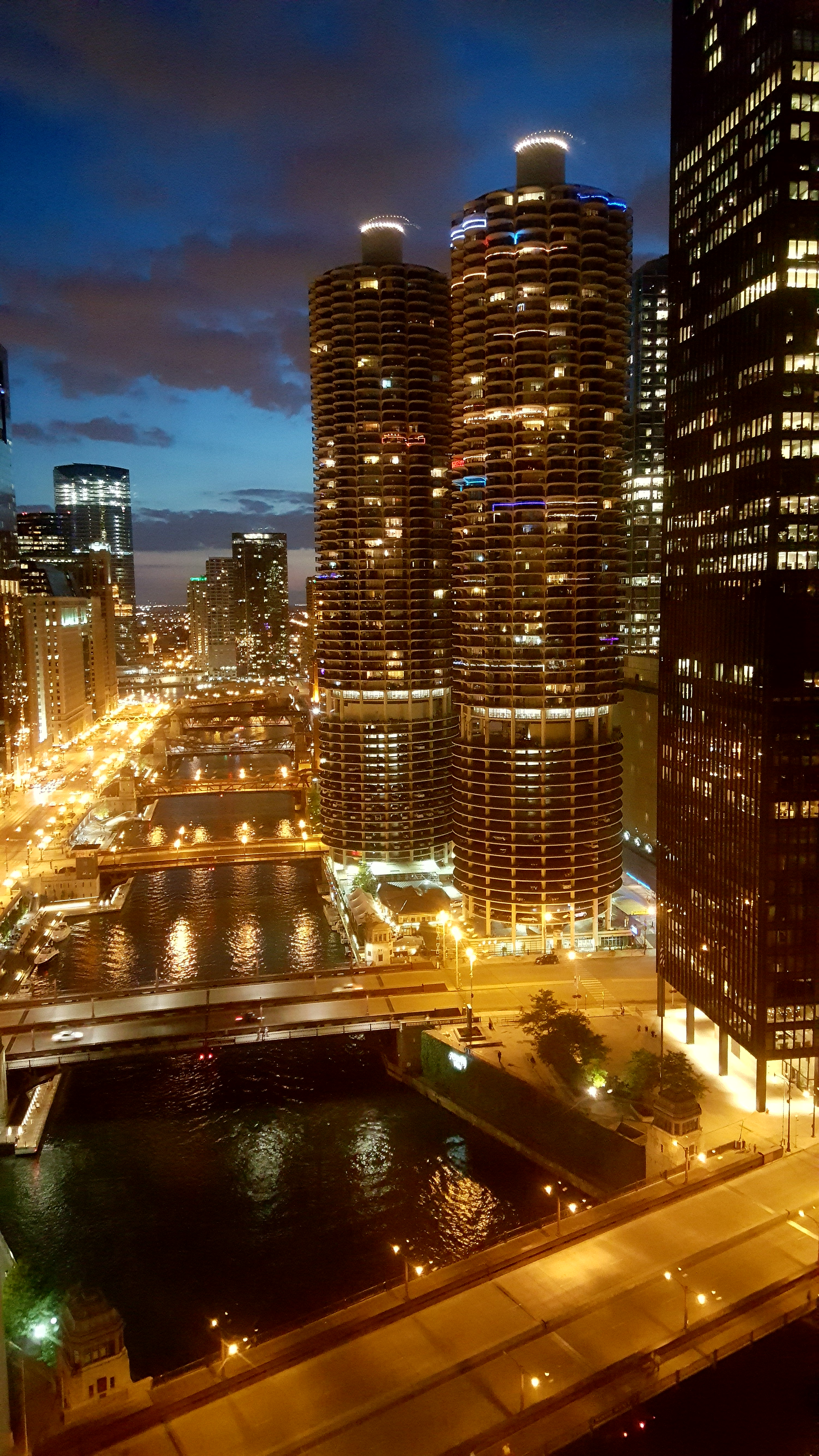
Même vue à la tombée de la nuit.

Le premier pont sur la rivière Chicago a été construit sur la branche nord près de l'actuelle Kinzie Street en 1832. Un deuxième pont a été ajouté sur la branche sud près de Randolph Street en 1833. Le premier pont mobile sur la rivière a été construit au niveau de l'actuelle Dearborn Street en 1834.
La rivière Chicago compte aujourd'hui 45 ponts mobiles, soit un peu moins que son record de 52. Divers types d'ouvrages enjambent la rivière, dont des ponts basculants, des ponts roulants Scherzer, des ponts tournants et des ponts levants.
Quelques ponts à bascule de la rivière :
- pont de Cortland Street (1902) ;
- pont de Kinzie Street (1907) ;
- pont de Harrison Street (1960) ;
- pont de Congress Parkway (1954) ;
- pont de Van Buren Street (1956) ;
- pont de Jackson Boulevard (1916) ;
- pont de Adams Street (1927) ;
- pont de Monroe Street (1919) ;
- pont de Madison Street (1922) ;
- pont de Washington Street (1913) ;
- pont de Randolph Street (1984) ;
- pont de Lake Street (1915) ;
- pont de Saint-Charles (1919) ;
- pont de Franklin Street (1919) ;
- pont de Wells Street (1922) ;
- pont de La Salle Street (1928) ;
- pont de Clark Street (1929) ;
- pont de Dearborn Street (1962) ;
- pont de State Street (1948) ;
- pont de Wabash Avenue (1930) ;
- pont de Michigan Avenue (1920) ;
- pont de Columbus Drive (1982) ;
- pont de Lake Shore Drive (d'abord connu sous le nom de Outerlink Drive Bridge) (1936).

### Phares
- Phare de Chicago (1893) ;
- Phare de Chicago Harbor Southeast Guidewall (1938).